# Бум искусственного интеллекта
Бум искусственного интеллекта (также известный как весна искусственного интеллекта) относится к текущему периоду стремительного и беспрецедентного развития в области искусственного интеллекта (ИИ), при этом гонка генеративного ИИ является ключевым компонентом этого «бума», начало которого принято соотносить с основанием компании OpenAI в 2016—2017 годах. Генеративные системы искусственного интеллекта OpenAI, такие как различные модели GPT (начиная с 2018 года) и DALL-E (2021 год), сыграли значительную роль в этом развитии.
В 2022 году большие языковые модели (LLM) были усовершенствованы настолько, что их можно было использовать для чат-ботов; модели преобразования текста в изображения (text-to-image) достигли такого уровня, что их почти невозможно было отличить от изображений, созданных человеком; а программное обеспечение для синтеза речи было способно эффективно воспроизводить человеческую речь.
В конце 2022 и 2023 годов появились десятки новых веб-сайтов и чат-ботов с искусственным интеллектом, большинство крупных технологические компании пыталось закрепиться на рынке, и это привело к беспрецедентному росту и повсеместному распространению инструментов искусственного интеллекта.
Общественная реакция на бум искусственного интеллекта была неоднозначной: одни приветствовали новые возможности, создаваемые ИИ, его потенциал для пользы человечества и сложность, в то время как другие осуждали его за угрозу человеческой занятости, «угрожающие» комментарии и предоставление ошибочных ответов.

## Языковые модели
GPT-3 — это большая языковая модель, запущенная в 2020 году компанией OpenAI, способная генерировать текст высокого качества, похожий на текст, написанный человеком. Определить, написан текст человеком или языковой моделью, оказалось затруднительно. Обновлённая версия, названная GPT-3.5, была использована в ChatGPT, который впоследствии привлёк большое внимание благодаря своим подробным и точным ответам на вопросы из разных областей знаний.
Новая версия под названием GPT-4 была выпущена в марте 2023 года и использовалась в поисковой системе Microsoft Bing.
Кроме того, были выпущены другие языковые модели, такие как PaLM от Google и LLaMA от Meta Platforms.
В январе 2023 года был представлен DeepL Write, инструмент на основе ИИ для улучшения одноязычных текстов.

## Модели преобразования текста в изображение
Одной из первых моделей преобразования текста в изображение (text-to-image), которая привлекла широкое внимание общественности, была DALL-E от OpenAI. Это система-трансформер, представленная в январе 2021 года.
В апреле 2022 года была представлена улучшенная версия DALL-E 2, способная генерировать более сложные и реалистичные изображения.
В августе 2022 года была выпущена Stable Diffusion, альтернатива с открытым исходным кодом.
Следуя за другими моделями преобразования текста в изображение, начали развиваться платформы преобразования текста в видео, основанные на языковых моделях. Примеры таких платформ: DAMO, Make-A-Video, Imagen Video и Phenaki.
Эти системы способны создавать видео на основе текстовых и/или графических подсказок.

## Синтез речи
15.ai была одной из первых общедоступных программ синтеза речи, которая позволила людям генерировать естественные эмоциональные голоса с высокой точностью преобразования текста в речь из набора вымышленных персонажей из различных медиаисточников. Она была впервые выпущена в марте 2020 года. ElevenLabs представили веб-сайт, на который пользователи могут загружать образцы голоса, что позволяет генерировать на их основе другие голоса. Компания подверглась критике после того, как пользователи начали злоупотреблять её программным обеспечением для создания спорных заявлений, используя голоса знаменитостей, государственных служащих и других известных людей, а также вызвала обеспокоенность, что это может быть использовано для создания более убедительных дипфейков. Неофициальная песня, созданная с использованием голосов музыкантов Дрейка и The Weeknd с помощью программного обеспечения для синтеза речи, вызвала вопросы об этичности и законности подобного программного обеспечения.

## Влияние

### Энергетика
Потребление электроэнергии аппаратным обеспечением для искусственного интеллекта увеличило нагрузку на энергосети, что привело к продолжению эксплуатации электростанций, работающих на ископаемом топливе, которые иначе были бы выведены из эксплуатации.
Microsoft, Google и Amazon инвестировали в существующие или проектируемые атомные электростанции, чтобы удовлетворить эти потребности. В сентябре 2024 года Microsoft подписала соглашение с Constellation Energy о покупке энергии от реактора на Три-Майл-Айленд, закрытого в 2019 году. Реактор планируют вновь ввести в эксплуатацию в 2028 году для обеспечения энергией дата-центров Microsoft. Этот реактор находится рядом с другим, который стал причиной крупнейшей ядерной аварии в истории США в 1979 году.

### Культура
Во время бума ИИ сформировались разные группы: от тех, кто стремится ускорить развитие ИИ как можно быстрее, до тех, кто больше обеспокоен безопасностью ИИ и предпочитает «замедлить» его развитие.

### Бизнес и экономика
Некоторые экономисты выражают оптимизм по поводу потенциала текущей волны ИИ для повышения производительности и экономического роста. В частности, экономист Стэнфордского университета Эрик Бриньолфссон в серии статей аргументировал возможность «бума производительности, основанного на ИИ» и «грядущего бума производительности». В то же время другие, такие как экономист Северо-Западного университета Роберт Дж. Гордон, остаются более пессимистичными. Бриньолфссон и Гордон заключили официальное пари, зарегистрированное на сайте long bets, о темпах роста производительности в 2020-х годах, которое будет разрешено в конце десятилетия.
Компании Big Tech рассматривают бум ИИ как одновременно возможность и угрозу; например, Alphabet (Google) осознала, что ChatGPT может стать аналогом дилеммы инноватора для Google Search. Компания объединила DeepMind и Google Brain — конкурирующее внутреннее подразделение, чтобы ускорить свои исследования в области ИИ.
Рыночная капитализация Nvidia, чьи графические процессоры пользуются высоким спросом для обучения и использования генеративных моделей ИИ, выросла до более чем 3,3 трлн долларов США, что сделало её крупнейшей компанией в мире по рыночной капитализации на 19 июня 2024 года.
В 2023 году численность населения Сан-Франциско впервые за несколько лет начала расти, что связывают с бумом в области ИИ.
Ресурсы для машинного обучения, включая аппаратное и программное обеспечение, можно приобрести или лицензировать как готовые решения или в виде услуг на основе облачных платформ. Это обеспечивает широкий и общедоступный доступ к технологиям, способствуя распространению навыков в области ИИ. Более половины компаний считают ИИ одной из приоритетных задач и наиболее важным технологическим достижением за последние десятилетия.
Во многих отраслях генеративные инструменты ИИ становятся широко доступными благодаря буму ИИ и всё чаще используются в компаниях по всему миру. Основной областью их применения является аналитика данных. Считается, что машинное обучение способствует постепенному улучшению производительности отраслей. Компании отмечают, что ИИ наиболее полезен для повышения эффективности процессов, улучшения принятия решений и укрепления существующих услуг и продуктов. Благодаря внедрению ИИ компании уже заметили положительное влияние на генерацию доходов в различных бизнес-функциях. В некоторых отраслях, таких как производство, управление рисками и исследования и разработки, рост доходов достигал 16 %.
Инвестиции в искусственный интеллект и генеративный ИИ увеличились с момента бума, повысившись с 18 миллиардов долларов в 2014 году до 119 миллиардов долларов в 2021 году. Особенно заметным является тот факт, что доля инвестиций в генеративный ИИ составляла около 30 % в 2023 году. Кроме того, компании, занимающиеся генеративным ИИ, привлекли значительные инвестиции в венчурный капитал, несмотря на неопределённость в области регулирования и экономического прогноза.
Технологические гиганты захватывают основную часть финансовых доходов от ИИ и выступают в роли крупных поставщиков или заказчиков для частных пользователей и других компаний.

## Опасения
Неточности, ошибки, проблемы с кибербезопасностью и нарушения интеллектуальной собственности считаются основными рисками, связанными с бумом ИИ, хотя некоторые компании и организации активно пытаются смягчить эти риски. Большие языковые модели подверглись критике за воспроизведение алгоримических предвзятостей, унаследованные от обучающих данных, включая дискриминационные предвзятости, связанные с этничностью или гендером. Как Технология двойного назначения, ИИ несёт риски использования не по назначению злоумышленниками. По мере того как ИИ становится более сложным, он может стать дешевле и эффективнее человеческого труда, что может привести к технологической безработице и началу периода экономических потрясений. Общественная реакция на бум ИИ была смешанной, некоторые приветствуют новые возможности, которые ИИ создаёт, его сложность и потенциал для пользы человечества; в то время как другие осуждают его за угрозу безопасности рабочих мест и за дачу «неестественных» или ошибочных ответов.

### Доминирование технологических гигантов
В коммерческом использовании ИИ доминируют американские технологические гиганты, такие как Alphabet Inc., Amazon, Apple Inc., Meta Platforms и Microsoft, чьи инвестиции в эту область превысили инвестиции американских венчурных капиталистов. Некоторые из этих игроков уже владеют подавляющим большинством существующей облачной инфраструктуры, чипов ИИ и вычислительной мощности из дата-центров, что позволяет им укрепить свои позиции на рынке. Патенты, связанные с ИИ, были накоплены крупнейшими американскими технологическими компаниями, причём IBM лидирует с 1200 патентами.

## Периоды в развитии ИИ
До периода Бума ИИ в истории развития ИИ были и периоды упадка и разочарований. Так, период в истории исследований искусственного интеллекта, связанный с сокращением финансирования и общим снижением интереса к проблематике, получил название Зима искусственного интеллекта. Термин был введён по аналогии с термином «ядерная зима». Направление искусственного интеллекта прошло несколько циклов, сопровождавшихся повышенным ажиотажем, сменяющихся «зимами» — разочарованием, критикой и последующим сокращением финансирования, а затем возобновлением интереса несколько лет или десятилетий спустя.
Термин Зима искусственного интеллекта впервые упомянут в 1984 году на ежегодной встрече «AAAI» (Американской ассоциации искусственного интеллекта): на одном из обсуждений Роджер Шэнк и Марвин Мински — два ведущих исследователя в области искусственного интеллекта — предупредили бизнес-сообщество, что энтузиазм в отношении направления вышел из-под контроля, и что за ним последует разочарование, иллюстрацией послужила «первая зима» направления, пережитая в 1970-х годах. После этого обсуждения последовала цепная реакция, сопровождающаяся пессимизмом в среде исследователей, распространившаяся также в СМИ, и в конечном итоге приведшая к снижению финансирования и остановке крупных работ; три года спустя миллиардная индустрия искусственного интеллекта была фактически обрушена.